# Rabia Özşahan
Pour les articles homonymes, voir Eroğlu.
Rabia Özşahan (née Eroğlu le 5 février 1990 à Urla) est une joueuse de volley-ball turque. Elle mesure 1,84 m et joue au poste de réceptionneuse-attaquante. 

## Clubs
| Club                   | De        | À         |
| ---------------------- | --------- | --------- |
| Göztepe İzmir          | 2002-2003 | 2003-2004 |
| Karşıyaka İzmir        | 2004-2005 | 2010-2011 |
| Kocaeli B B Kağıtspor  | 2011-2012 | 2011-2012 |
| Altınoluk Belediye     | 2012-2013 | 2012-2013 |
| Balıkesir Belediye     | 2013-2014 | 2013-2014 |
| Maltepe Yalı Spor      | 2014-2015 | 2014-2015 |
| Bolu Belediyespor      | 2015-2016 | 2015-2016 |
| Salihli Belediyespor   | 2016-2017 | 2017-2018 |
| Anakent Spor Kulübü    | jan 2018  | mai 2018  |
| Bolu Belediyespor      | 2018-2019 | 2018-2019 |
| Kahramankazan Belediye | 2019-2020 | 2019-2020 |
| Çukurova Belediyespor  | 2020-2021 | …         |